# Arkadi Mandzjiev
Arkadi Naminovitsj Mandzjiev (Russisch: Аркадий Наминович Манджиев) of Mandzjin Arkad (Kalmuks: Манҗин Аркадь) (Komsomolski, 11 december 1961 - Elista, 16 mei 2022) was een Russisch-Kalmukse zanger, componist, politicus en muzikant. Hij was bekend voor het volkslied van Kalmukkië (Chalmg Tangtsjin tsjastr). Tussen 2003 en 2005 was hij Minister van Cultuur van Kalmukkië.
Zijn lied "Mini hazr" van 1992 werd een onofficieel tweede volkslied van Kalmukkië.